# Bulgaria ai Giochi della IX Olimpiade
La Bulgaria partecipò ai Giochi della IX Olimpiade, svoltisi ad Amsterdam, Paesi Bassi, dal 28 luglio al 12 agosto 1928,  
con una delegazione di 5 atleti impegnati in 2 discipline,
senza aggiudicarsi medaglie.